# Димитър Матеров
Димитър Благоев Матеров е български офицер.

## Биография
Димитър Матеров е роден в неврокопското село Фотовища на 10 октомври 1891 година. Той е първородният син на Благой Трендафилов /Марков/ Матеров и съпругата му Варка Фидошева. В семейството им се раждат още 4 деца – Георги, Ката, Люба и Атанас, който умира на 18 годиниато гимназист. Баща му Благой е отвлечен, заедно със Стойко Пашкулев и Костадин Алакушев и 15 август 1912 година и двамата са зверски убити в покрайнините на селото от Михаил Скендеров и В. Зайков, дейци на дясното крило на ВМОРО. Останал от малък сирак, Димитър поема грижата за по-малките си братя и сестри. Завършва с пълно отличие Солунската българска мъжка търговска гимназия. Съучениците му разказват за него, че се славел като превъзходен певец и умел танцьор. Като офицер от Първата световна война, Димитър е командир на рота на Солунския фронт. Батальонният командир загива и командването на батальона е поверено на младия капитан Благоев. Сражава се в битката при завоя на Черна. Повече от три денонощия отбиват ожесточените атаки на Антантата. За проявен героизъм в боя, рискувайки живота си, и спасяването на голяма част от българската армия е отличен с орден „За храброст“ IV степен.

След войната работи като банков служител в Неврокоп, счетоводител и финансист. Пробва различни търговски начинания. Построява и фабрика за производство на олио и продукти, свързани с технологичния процес. Така улеснява живота на хората в селото и региона. Фабриката работи успешно. Много семейства имат осигурен поминък. Жени се за Верка Попангелова, дъщеря на Вангел Попангелов Бумбаров. Младата двойка се венчават в катедралния храм „Свети Александър Невски“ в София. Раждат им се три деца – Благой, Цвета и Георги. След Деветосептемврийския преврат в 1944 година, фабриката е национализирана, а къщата им е иззета от държавата. Дъщеря му Цвета - студентка по химия в Софийския университет - e изключена от университета. Изселени от родния край в село Черковица, Матеров започва работа като счетоводител в ТКЗС. През 1954 година е реабилитиран и му е позволено да се върне във Фотовища, вече прекръстено на Огненово. Първите години след завръщането от изселничество, семейството живее при роднини. По-късно им връщат и отнетото семейно жилище. Избиран е за общински съветник. Последовател на Бялото братство. Умира на 6 юли 1971 г. в родното си село Огняново.